# Pinocheques
Pinocheques foi um caso de corrupção no Chile ocorrido em 1989 e que teve como protagonistas Augusto Pinochet Hiriart e seu pai Augusto Pinochet Ugarte, líder da ditadura militar chilena desenvolvida durante esse período. Também é o nome dado aos cheques entregues por Augusto Pinochet ao seu filho e que foram a causa central da crise. O caso nunca pôde ser aberto oficialmente durante o período de Transição para a Democracia como resultado das diversas pressões de Augusto Pinochet e do Exército do Chile, sendo finalmente encerrado em 1995 sem nenhuma penalidade para os perpetradores.

## Antecedentes
Em 1984, Augusto Pinochet Hiriart, primogênito do general Pinochet e sua esposa Lucía Hiriart, usando um amigo como testa de ferro, comprou a empresa metalúrgica Nihasa Limitada, logo mudando seu nome para PSP. Entre seus contratantes estavam a empresa Cema Chile, dirigida por sua mãe, para a qual produziu os ornamentos metálicos de sua sede, bem como o Exército do Chile, para quem condicionou seus caminhões e jipes para adaptá-los apropriadamente para o enfrentamento às manifestações.

## A fraude
Em 1987, a PSP comprou a Valmoval, empresa dedicada à gestão de fuzis, administrada pelo Exército e que havia recentemente declarado falência. Dois anos depois, o exército comprou novamente a empresa, sendo a transação paga por seu pai, Augusto Pinochet, através de três cheques — os chamados “pinocheques” — por uma quantia próxima de 3 milhões de dólares.
Após a venda, Pinochet Hiriart, juntamente com sua então esposa, María Molina Carrasco, e seus cinco filhos, retornaram aos Estados Unidos (já haviam morado em Los Angeles) para a cidade de Sacramento, Califórnia, onde abriu várias contas bancárias em nome de sua esposa e filhos, com a finalidade de ocultar seu dinheiro. Uma conta de María Molina no Banco Gran América em Sacramento acabaria acumulando um milhão e meio de dólares. Com o dinheiro, Pinochet planejava montar uma empresa de ginásios e academias de karatê, planos que não conseguiu realizar, por motivos familiares, devido às infidelidades da esposa com o seu guarda-costas.